# Адепт
Аде́пт (лат. adeptus «достигший, помогающий») — последователь, обычно ревностный приверженец какого-либо учения, идеи, знания, помогающий понять идею и знание. Понятием может определяться не только отношение к учению, личности или организации, но и степень этого отношения. С XIX века термин активно используется в теософии, оккультизме, эзотерике и у розенкрейцеров, где чаще всего обозначает пройденную инициацию или определённую степень иерархии, уровня посвящённости человека в тайное знание. Термин также используется в антикультовом движении, где имеет негативную окраску и, по мнению некоторых учёных, носит характер социальной стигматизации («адепт секты») по отношению к отдельным группам религиозных меньшинств.